# La Serra Vella
La Serra és un mas a la perifèria del nucli de Sant Cugat Sesgarrigues (Alt Penedès). Segons alguns estudiosos degué ser una torre en època medieval que s'assentava damunt una construcció romana de la Via Augusta. Masia de planta rectangular, amb planta baixa i pis i coberta a dues vessants, amb el carener perpendicular a la façana principal. Consta de diversos cossos de serveis annexes. A la façana principal hi ha un gran portal adovellat, que es conserva mutilat degut a la construcció posterior d'un cos annex d'una sola planta. Al damunt del portal hi ha un gran finestral esculturat d'estil gòtic-renaixentista, amb una serra ornamentada per un medalló ovalat central, de fulles cargolades com volutes, i cortinatges a banda i banda. La resta de la façana té diverses finestres de mida molt més petita. Tots els murs són arrebossats. A l'interior encara es conserven algunes arcades de mig punt, dues apuntades i diverses espitlleres.